# Sextuor à cordes no 2 de Brahms
Pour les articles homonymes, voir Sextuor à cordes (homonymie).
Le Sextuor à cordes no 2 en sol majeur opus 36 est un sextuor pour deux violons, deux altos et deux violoncelles de Johannes Brahms. Composé en 1864 à Baden-Baden et achevé au début de 1865, sa première représentation fut à Boston le 11 octobre 1866.

## Analyse de l'œuvre
1. Allegro non troppo (à 
)
2. Scherzo: Allegro non troppo en sol mineur, à 
)
3. Poco adagio (en mi mineur, à )
4. Poco allegro (en sol majeur, à 
)

- Durée d'exécution : trente trois minutes.

## Divers
Le premier mouvement apparaît à la fin du film Buffet froid de Bertrand Blier.